# Jetpetz
Jetpetz er et dansk rockband, der navigerer indenfor genrerne glampop, pop punk, New Wave og indie. Bandet har hentet inspiration i 70'ernes New York'er poppunk, den britiske 80'er New Wave og 2000'ernes indiepop med kant. Den røde tråd i jetpetz er meget melodiske sange kombineret med et tekstmæssigt indhold med en vis tyngde. Teksterne fortæller en sand eller oplevet historie.
Som bandet fortæller på deres hjemmeside: "Tema- og tekstmæssigt er det vigtigste for os, at beskrive os menneskers uperfekthed, som modvægt til illusionen om hvem vi er eller skal være. Og kodeordet er, at vores fejlbarlighed er livsbekræftende. De fleste folk vi støder ind i, har den ene eller anden ting de kæmper med, når man kommer tæt på. Vi bliver nødt til at acceptere at vi er fejlbarlige – og at det er okay ikke at være perfekt."

## Medlemmer
- Lisbet Frisenette – vokal
- Janus Kampmann – guitar
- Filip Fisher – guitar
- Toke Lau Andersen – bas
- Daniel Rasmussen - trommer (live)
- Chad Tyler Charlton – trommer
- Kasper Flindt - guitar (live)

## Udgivelser
- "Wasteland" – 4 track EP 2006
- "Meditate" – singleudgivelse 2007
- "Jetpetz" – selvbetitlet debutalbum, august 2007 (DK), 2008 (DE).
- "Lovechild" – singleudgivelse 2007
- "Leo Bernstein" – singleudgivelse 2007
- "Wasteland" – musikvideo, september 2007 (DK), 2008 (DE)
- "Wasteland" – singleudgivelse 2008 (DE)
- "Mind Spiderz – Radio Edited Singles #1" – EP udgivelse 2010
- "Mind Spiderz" – albumudgivelse 2010

Jetpetz er i Danmark blevet udgivet af pladeselskaberne Slow Shark Records og Yellow Rebel Records. I Tyskland, Østrig og Schweiz udkommer de på Divine / Cargo Records.

## Eksterne links
- Jetpetz hjemmeside Arkiveret 23. juni 2009 hos  Wayback Machine
- Jetpetz MySpace-profil
- Jetpetz musikvideo'er på youtube
- Jetpetz på Soundvenue Arkiveret 28. oktober 2007 hos  Wayback Machine
- Jetpetz diskografi på Discogs